# Гуарда (окръг)
Гуарда е един от 18-те окръга на Португалия. Площта му е 5535 квадратни километра, а населението – 143 180 души (по приблизителна оценка от декември 2019 г.). Разделен е допълнително на 14 общини, които са разделени на 336 енории.